# Liste der Biografien/Mulo
Liste der Biografien |
Portal Biografien |
Personensuche
# |
A |
B |
C |
D |
E |
F |
G |
H |
I |
J |
K |
L |
M |
N |
O |
P |
Q |
R |
S |
T |
U |
V |
W |
X |
Y |
Z |
?
 
Ma |
Mb |
Mc |
Md |
Me |
Mf |
Mg |
Mh |
Mi |
Mj |
Mk |
Ml |
Mm |
Mn |
Mo |
Mp |
Mq |
Mr |
Ms |
Mt |
Mu |
Mv |
Mw |
Mx |
My |
Mz
 
Mua |
Mub |
Muc |
Mud |
Mue |
Muf |
Mug |
Muh |
Mui |
Muj |
Muk |
Mul |
Mum |
Mun |
Muo |
Mup |
Muq |
Mur |
Mus |
Mut |
Muu |
Muv |
Muw |
Mux |
Muy |
Muz
 
Mula |
Mulb |
Mulc |
Muld |
Mule |
Mulf |
Mulg |
Mulh |
Muli |
Mulj |
Mulk |
Mull |
Mulm |
Muln |
Mulo |
Mulr |
Muls |
Mult |
Mulu |
Mulv |
Mulw |
Muly |
Mulz
Die Liste der Biografien führt alle Personen auf, die in der deutschsprachigen Wikipedia einen Artikel haben. Dieses ist eine Teilliste mit 17 Einträgen von Personen, deren Namen mit den Buchstaben „Mulo“ beginnt.

## Mulo

### Muloc
- Mulock, Al (1926–1968), kanadischer Schauspieler, Regisseur und Intendant
- Mulock, George (1882–1963), britischer Seeoffizier und Polarforscher
- Mulock, T. J. (* 1985), deutsch-kanadischer Eishockeyspieler
- Mulock, Tyson (* 1983), deutsch-kanadischer Eishockeyspieler
- Mulock, William (1843–1944), kanadischer Politiker, Unterhausabgeordneter, Senator und Bundesminister
- Mulock, William Pate (1897–1954), kanadischer Politiker, Unterhausmitglied, Bundesminister

### Mulok
- Mulokas, Jonas (1907–1983), litauischer Architekt

### Mulol
- Mulolwa, Ioseph (1917–1979), kongolesischer Geistlicher, römisch-katholischer Bischof von Kalemie-Kirungu

### Mulon
- Mulon, Marianne (1927–2011), französische Romanistin und Namensforscherin
- Mulongoti, Mike (1951–2019), sambischer Politiker, Stellvertretender Außenminister
- Muloni, Irene (* 1960), ugandische Ingenieurin und Politikerin

### Mulos
- Mulos, Aleko, osmanischer Turner

### Mulot
- Mulot, Arno (* 1904), deutscher Germanist, Literaturhistoriker sowie Hochschullehrer
- Mulot, Claude (1942–1986), französischer Filmemacher und Drehbuchautor
- Mulot, Sibylle (1950–2022), deutsche Schriftstellerin und Übersetzerin
- Mulot, Willy (1889–1982), deutscher Landschaftsmaler der Düsseldorfer Schule
- Mulot-Durivage, Émilien (1838–1920), französischer Landschaftsmaler